# Monaquismo Basiliano

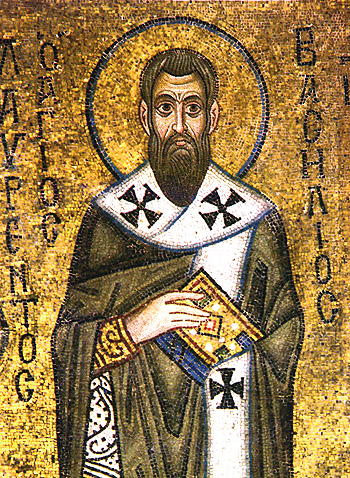
Mosaico de São Basílio, o Grande, da Catedral de Santa Sofia, Kiev.

O Monaquismo Basiliano são formado por monges católicos romanos que seguem o governo de Basílio, o Grande, bispo de Cesaréia (330–379). O termo 'basiliano' é normalmente usado apenas na Igreja Católica para distinguir os monges greco-católicos de outras formas de vida monástica na Igreja Católica. Na Igreja Ortodoxa Oriental, como todos os monges seguem a Regra de São Basílio, eles não se distinguem como 'basilianos'.
As regras e institutos monásticos de Basílio são importantes porque sua reconstrução da vida monástica continua sendo a base para a maioria dos ortodoxos orientais e alguns monaquismos católicos gregos. São Bento de Núrsia, que desempenhou praticamente a mesma função no Ocidente, tirou sua Regra de São Bento dos escritos de Basílio e de outros pais da igreja anteriores.

## Mosteiros
Os mosteiros da Capadócia foram os primeiros a aceitar a Regra de São Basílio; depois se espalhou gradualmente para a maioria dos mosteiros do Oriente. Os da Armênia, da Caldéia e dos países sírios em geral preferiram as observâncias que eram conhecidas entre eles como a Regra de Santo Antônio. Protegidos pelos imperadores e patriarcas, os mosteiros aumentaram rapidamente em número. Os monges participaram ativamente da vida eclesiástica de seu tempo. Seus mosteiros eram lugares de refúgio para homens estudiosos. Muitos dos bispos e patriarcas foram escolhidos em suas fileiras. Eles deram à pregação do Evangelho seus maiores apóstolos. A posição dos monges no império era de grande poder, e sua riqueza ajudou a aumentar sua influência. Assim, seu desenvolvimento seguiu um curso paralelo ao de seus irmãos ocidentais.
Os monges, via de regra, seguiram as vicissitudes teológicas dos imperadores e patriarcas, e não mostraram nenhuma independência notável, exceto durante a perseguição iconoclasta; a posição que assumiram despertou a ira dos controversistas imperiais. A Fé teve seus mártires entre eles; muitos deles foram condenados ao exílio, e alguns aproveitaram essa condenação para reorganizar sua vida religiosa na Itália.

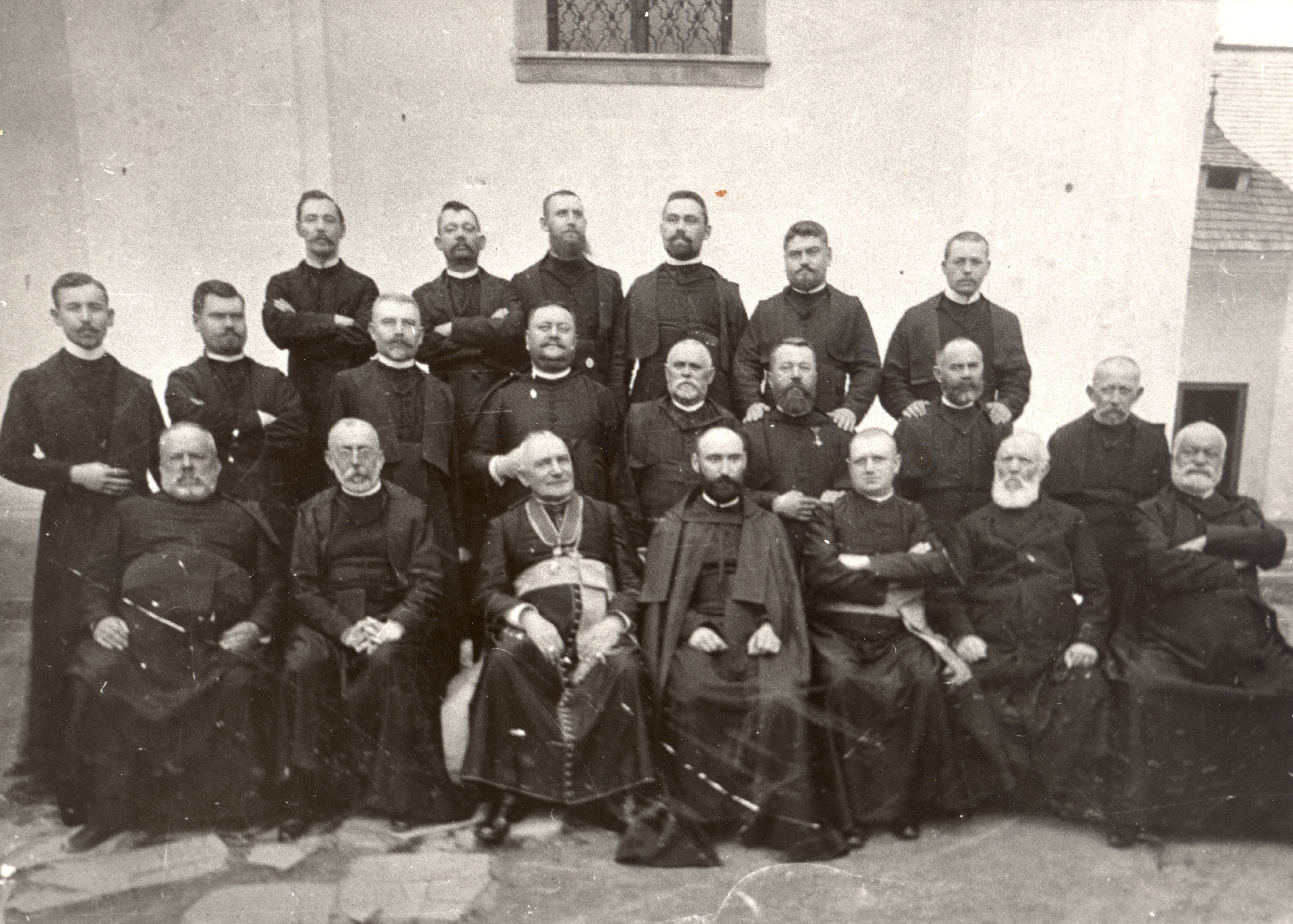
Monges Basilianos, em 1909.

De todos os mosteiros desse período, o mais célebre foi o de São João Batista de Stoudio, fundado em Constantinopla no século V. Adquiriu sua fama na época da perseguição iconoclasta, enquanto estava sob o governo do santo hegoumenos (abade) Teodoro, chamado Estudita. Em 781, Platon, um monge do Mosteiro Symbola na Bitínia, e tio de Teodoro, o Estudita, converteu a propriedade da família no Mosteiro Sakkoudion. Platon serviu como abade, com Theodore como seu assistente. Em 794, Teodoro foi ordenado por Tarasios de Constantinopla e tornou-se abade. Por volta de 797, a imperatriz Irene fez de Teodoro o líder do antigo mosteiro de Stoudios em Constantinopla. Ele se propôs a reformar seu mosteiro e restaurar o espírito de São Basílio em seu vigor primitivo. Mas para efetuar isso e dar permanência à reforma, ele viu que havia necessidade de um código de leis mais prático para regular os detalhes da vida cotidiana, como um suplemento das Regras de São Basílio. Ele, portanto, redigiu constituições, depois codificadas, que se tornaram a norma da vida no mosteiro de Stoudios, e gradualmente se espalharam para os mosteiros do resto do império grego. Assim, até hoje, as Regras de Basílio e as Constituições de Teodoro, o Estudita, juntamente com os cânones dos Concílios, constituem a parte principal da lei monástica grega e russa.
O mosteiro era um centro ativo de vida intelectual e artística e um modelo que exercia considerável influência nas observâncias monásticas do Oriente. Teodoro atribuiu as observâncias seguidas por seus monges a seu tio, o santo abade Platão, que as introduziu pela primeira vez em seu mosteiro de Sakkoudion. Os outros mosteiros, um após o outro, os adotaram, e ainda são seguidos pelos monges do Monte Atos.
Monges de Atos participaram do Sétimo Concílio Ecumênico de Nicéia de 787. Em 885, um decreto do imperador Basílio I proclamou o Monte Atos um lugar de monges, e nenhum leigo, fazendeiro ou criador de gado pode se estabelecer lá. O Mosteiro de Santa Catarina no Monte Sinai, construído em 548, remonta aos primórdios do monasticismo e ainda é ocupado por monges.
A caligrafia refinada e a cópia de manuscritos eram honradas entre os basilianos. Entre os mosteiros que se destacaram na arte de copiar estavam os Stoudios, o Monte Atos, o mosteiro da Ilha de Patmos e o de Rossano na Sicília; a tradição foi continuada mais tarde pelo mosteiro de Grottaferrata perto de Roma. Esses mosteiros, e outros também, eram ateliês de arte religiosa onde os monges labutavam para produzir miniaturas nos manuscritos, pinturas e ourivesaria.

## Monges notáveis
- Leôncio de Bizâncio (falecido em 543), autor de uma influente série de escritos teológicos sobre as controvérsias cristológicas do século VI.[5]
- Sofrônio de Jerusalém, Patriarca de Jerusalém em 634, monge e teólogo que foi o principal protagonista do ensino ortodoxo na controvérsia doutrinária sobre a natureza essencial de Jesus e seus atos volitivos.
- Máximo, o Confessor, abade de Crisópolis (falecido em 662), o mais brilhante representante do monasticismo bizantino no século VII.[6]
- São João Damasceno, que escreveu obras expondo a fé cristã e compôs hinos que ainda são usados liturgicamente na prática cristã oriental em todo o mundo, bem como no luteranismo ocidental na Páscoa[7]

Os mosteiros bizantinos fornecem uma longa linhagem de historiadores que também foram monges: Georgius Syncellus, que escreveu uma "Cronografia Selecionada"; seu amigo e discípulo Teófanes (falecido em 817), abade do "Grande Campo" próximo a Cízico, autor de outra "Chronographia"; o Patriarca Nicéforo, que escreveu (815–829) um "Breviário" histórico (uma história bizantina) e uma "Cronografia abreviada"; Jorge, o Monge, cuja Crônica termina em 842 d.C.
Houve, além disso, um grande número de monges, hagiógrafos, hinologistas e poetas que tiveram grande participação no desenvolvimento da liturgia grega. Entre os autores de hinos podem ser citados: Romanus, o Melodista; André de Creta; Cosmas de Jerusalém e José, o Hinógrafo.
Desde o início, as Igrejas Orientais frequentemente tiravam seus patriarcas e bispos dos mosteiros. Mais tarde, quando o clero secular foi recrutado em grande parte entre os homens casados, esse costume tornou-se quase universal, pois, como o ofício episcopal não podia ser conferido a homens casados, tornou-se, de certa forma, um privilégio dos religiosos que havia feito o voto de celibato. Devido a isso, os monges formavam uma classe à parte, correspondendo ao alto clero das Igrejas Ocidentais; isso deu e ainda dá uma influência preponderante aos próprios mosteiros. Em alguns deles, a instrução teológica é dada tanto a clérigos quanto a leigos. No Oriente, os conventos para mulheres adotaram a Regra de São Basílio e tiveram constituições copiadas das dos monges basilianos.
São Cirilo e São Metódio, os apóstolos dos eslavos, foram notáveis missionários. Em 1980, o Papa João Paulo II os declarou co-padroeiros da Europa, juntamente com Bento de Núrsia.
Durante a conquista muçulmana, um grande número de mosteiros foi destruído, especialmente os da Anatólia e da região ao redor de Constantinopla.

## Basilianos na Itália

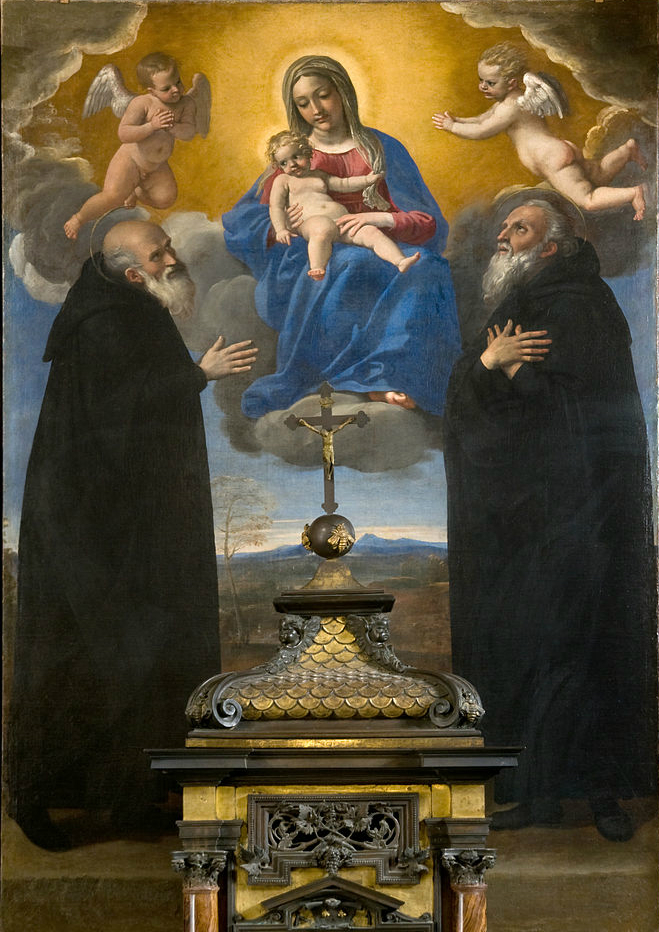
São Nilo e São Bartolomeu de Grottaferrata.

Após o Grande Cisma, a maioria dos mosteiros basilianos tornou-se parte da Igreja Ortodoxa Oriental; no entanto, alguns mosteiros basilianos que estavam na Itália permaneceram em comunhão com a Igreja Ocidental.
São Nilo, o Jovem, foi um monge e um propagador do governo de São Basílio na Itália. O Oratório de São Marcos em Rossano, foi fundado por Nilus, como um local de retiro para os monges eremitas próximos. Ele manteve o rito grego sobre o rito latino muito depois que a cidade caiu sob o domínio normando. Os Evangelhos de Rossano são um manuscrito iluminado do século VI do Evangelho, escrito após a reconquista da península italiana pelo Império Bizantino.
Em 1004, Nilus fundou o Mosteiro Basiliano de Santa Maria, em Grottaferrata; foi completado por seu discípulo Bartolomeu de Grottaferrata, que também era de herança grega. A emigração dos gregos para o Ocidente após a queda de Constantinopla conferiu um certo prestígio a estas comunidades. O cardeal Bessarion, que era abade de Grottaferrata, procurou estimular a vida intelectual dos basilianos por meio dos tesouros literários que continham suas bibliotecas. Outros mosteiros italianos da Ordem de São Basílio foram afiliados ao mosteiro de Grottaferrata em 1561.
Os basilianos espanhóis foram suprimidos com as outras ordens em 1835 e não foram restabelecidos.

## Leia também
- São Basílio Magno, Bispo de Cesareia
- São Bento de Núrsia
- Santa Escolástica
- Medalha de São Bento
- Regra de São Bento
- Regra de São Basílio Magno
- Ordem de São Basílio Magno